# USS Haraden (DD-183)
USS Haraden (DD–183) là một tàu khu trục thuộc lớp Wickes của Hải quân Hoa Kỳ trong giai đoạn Chiến tranh Thế giới thứ nhất, trong Chiến tranh Thế giới thứ hai được chuyển cho Canada và đổi tên thành HMCS Columbia (I49). Nó là chiếc tàu chiến đầu tiên của Hải quân Hoa Kỳ được đặt tên theo Jonathan Haraden (1744-1803), một thuyền trưởng tàu lùng trong Chiến tranh Cách mạng Hoa Kỳ.

## Thiết kế và chế tạo
Haraden được đặt lườn vào ngày 30 tháng 3 năm 1918 tại xưởng tàu của hãng Newport News Shipbuilding and Dry Dock Company ở Newport News, Virginia. Nó được hạ thủy vào ngày 4 tháng 7 năm 1918, được đỡ đầu bởi cô Mabel B. Stephens, cháu gái thuyền trưởng Haraden, và được đưa ra hoạt động tại Xưởng hải quân Norfolk vào ngày 7 tháng 6 năm 1919 dưới quyền chỉ huy của Hạm trưởng, Thiếu tá Hải quân R. H. Booth.

## Lịch sử hoạt động

### USSHaraden
Haraden được phân công phục vụ cùng Lực lượng Hải quân Hoa Kỳ tại vùng biển Châu Âu. Sau khi ghé qua Newport để tiếp liệu, nó rời New York vào ngày 30 tháng 6 năm 1919 để đi sang khu vực biển Adriatic, đi đến Split, Nam Tư (nay thuộc Croatia) vào ngày 28 tháng 7 năm 1919. Nó thực hiện các hoạt động hỗ trợ cho lực lượng hải quân trong việc thi hành thỏa thuận ngừng bắn, phục vụ như một tàu trạm tại Trieste và Rijeka, và tham gia các cuộc tập trận. Nhiệm vụ này kéo dài cho đến ngày 23 tháng 10 năm 1919, khi nó lên đường quay trở về Norfolk, Virginia, đến nơi vào ngày 18 tháng 11. Chiếc tàu khu trục rời Norfolk vào ngày 7 tháng 4 năm 1920 để đi Charleston, South Carolina, và hoạt động cùng một đội khu trục dự bị từ Charleston cho đến ngày 15 tháng 3 năm 1921. Sau một đợt tái trang bị kéo dài tại New York hoàn tất vào ngày 2 tháng 5, nó lên đường đi Newport cho các hoạt động huấn luyện ngoài khơi New England. Chiếc tàu khu trục quay trở về Charleston vào ngày 12 tháng 10 năm 1921 và đi đến Philadelphia vào ngày 10 tháng 4 năm 1922. Nó được cho xuất biên chế tại đây vào ngày 17 tháng 7 năm 1922 và đưa về lực lượng dự bị.
Với tình hình quốc tế căng thẳng trở lại, Haraden được gọi trở lại để phục vụ thường trực và được cho nhập biên chế trở lại tại Philadelphia vào ngày 4 tháng 12 năm 1939. Sau khi chạy thử máy và huấn luyện tại khu vực vịnh Guantánamo, Cuba, chiếc tàu khu trục thực hiện Tuần tra Trung lập tại vùng biển Cuba một thời gian ngắn trước khi quay trở lại Newport vào ngày 6 tháng 3 năm 1940. Nó thực hiện tuần tra tại vùng biển ngoài khơi đảo Block và Nantucket Shoals, cùng thực hiện ba chuyến đi huấn luyện trong vịnh Chesapeake. Đi đến Xưởng hải quân Boston vào ngày 7 tháng 9 năm 1940, Haraden được chọn trong số 50 tàu khu trục cũ được chuyển cho Anh Quốc theo Thỏa thuận đổi tàu khu trục lấy căn cứ. Nó lên đường vào ngày 18 tháng 9 để đi Halifax, Nova Scotia, và được cho xuất biên chế tại đây để chuyển cho Anh vào ngày 24 tháng 9 năm 1940. Tên nó được cho rút khỏi danh sách Đăng bạ Hải quân vào ngày 8 tháng 1 năm 1941.

### HMCSColumbia
Được Anh Quốc chuyển cho Canada và đổi tên thành HMCS Columbia. Theo thông lệ đặt tên các tàu khu trục Canada theo tên các con sông Canada, đồng thời do nguồn gốc từ Hoa Kỳ của nó, tên con tàu được đặt theo tên sông Columbia xuất phát từ British Columbia rồi chảy vào lãnh thổ Hoa Kỳ tại tiểu bang Washington và dọc theo biên giới Oregon. Chiếc tàu khu trục thoạt tiên được tái trang bị, rồi được phân nhiệm vụ hộ tống vận tải tại Đại Tây Dương. Hoạt động lớn đầu tiên của nó bắt đầu vào ngày 15 tháng 10 năm 1941, khi nó gia nhập Đoàn tàu SC-8 vốn đang bị tàu ngầm đối phương tấn công; nó cùng các tàu hộ tống khác đã chiến đấu cật lực, nhưng chín tàu buôn đã bị đánh chìm trước khi đoàn tàu đến được Anh. Sau khi Hoa Kỳ chính thức tham chiến, Columbia được giao nhiệm vụ hộ tống trên tuyến từ New York đến St. Johns, Newfoundland, chặng đầu tiên của quãng đường vượt đại dương. Nó làm nhiệm vụ hộ tống vận tải và chống tàu ngầm cho đến ngày 25 tháng 2 năm 1944, khi nó va phải một vách đá lúc thời tiết xấu ngoài khơi bờ biển Newfoundland. Nó không được sửa chữa toàn bộ sau sự cố này, nhưng được làm kín nước trở lại rồi phục vụ như một tàu kho chứa nhiên liệu và đạn dược tại Nova Scotia, cho đến khi được cho ngừng hoạt động vào tháng 8 năm 1945 và bị bán để tháo dỡ sau đó.